# جیم نیدهارت
جیم نیدهارت (انگلیسی: Jim Neidhart; ۸ فوریهٔ ۱۹۵۵ – ۱۳ اوت ۲۰۱۸) بازیگر سینما، بازیکن فوتبال آمریکایی، و کشتی‌گیر کشتی حرفه‌ای اهل ایالات متحده آمریکا بود.
از باشگاه‌هایی که در آن بازی کرده‌است می‌توان به دالاس کاوبویز و اوکلند ریدرز اشاره کرد.